# 社会民主進歩同盟
社会民主進歩同盟（しゃかいみんしゅしんぽどうめい,英語：Progressive Alliance of Socialists and Democrats）とは、社会民主主義の欧州議会の政治会派。これまでに幾度の改称を重ねており、会派としては1953年の欧州議会の設立時までさかのぼる。1999年の欧州議会議員選挙までは欧州議会における最大会派だった。現在の名称となったのは2009年6月23日のことであり、同年の選挙の結果、第2会派となった。

## 沿革
欧州議会の前身である欧州石炭鉄鋼共同体の共同総会が設立された1953年6月23日、最初に設立された会派のひとつとして「社会主義グループ」が結成された。会派の本部・事務局はルクセンブルク市におかれた。その後欧州議会が各国政府からの議員任命制となった1958年以降も会派は存続し、1979年に欧州議会が直接選挙制となったさいには議会最大会派となった。
1987年、単一欧州議定書が発効すると会派は協力手続に必要な院内過半数を確保するため、欧州人民党グループと協力するようになる。これ以降、この左右連携は欧州議会を主動し、一時期を除いて、議長職を両会派で分け合ってきた。
その一方で、会派に参加する各国の国内政党は欧州議会の外でヨーロッパ規模で活動する組織を結成し、1974年には「欧州共同体社会主義政党連盟」を創設する。その後、この組織は1992年に欧州社会党となる。欧州社会党の結党を受けて、1993年4月21日に欧州議会における会派名も「欧州社会党グループ」に改められた。
1999年、欧州議会はサンテール委員会が提出した予算案の承認を否決した。これは欧州社会党に所属する欧州委員会委員のエディット・クレッソンとマヌエル・マリンに対する不正の調査が行なわれていたためである。欧州社会党グループはサンテール委員会を支えていたが、のちに支持を撤回することになり、サンテール委員会は総辞職を余儀なくされた。
2003年、会派は結成50周年を迎えた。結成からの50年間で13人が会派代表を務め、そのうち2名が女性だった。記念式典がブリュッセルで行なわれ、そのさい "proud of the past, confident of the future"（試訳：これまでに誇りを持って、これからに自信を持って）というスローガンが掲げられた。
欧州規模の政党としての「欧州社会党」と、議会内会派としての「欧州社会党」との区別を付けにくいとして、2004年7月20日、会派は「欧州議会社会主義グループ」という名称に改めた。このとき会派ロゴも変更し、欧州社会党との区別を付けやすくした。
2007年の時点で社会主義グループは第2会派となっており、ラトビアとキプロス以外の加盟国の議員が所属していた。ところが2009年の選挙において社会主義グループは大敗を喫した。そのため社会主義グループでは欧州社会党に参加していない政党からの議員の参加を模索することとなり、イタリア民主党所属の議員が会派に合流することとなった。
イタリア民主党からは14人の欧州議会議員が社会主義グループに合流することとなった。ところが同党所属の欧州議会議員には8名が欧州自由民主同盟に所属している。イタリア民主党は中道左派としては幅広いものであり、社会民主主義やキリスト教左派の色が濃く、またかつてはキリスト教民主主義に所属していたり、政治志向が異なったりするような欧州議会議員が所属している。このため新たな会派名をつけることとなった。
当初、新会派名は「欧州社会民主同盟」というものが検討されたが、これは欧州自由民主同盟に酷似しているとして却下された。そこで会派代表のマルティン・シュルツは2009年6月18日に「社会民主進歩同盟」を提案し、同月23日に改称した。

## 組織
2020年4月現在、執行部は以下の10人で構成されている。
- 代表
  - イラチェ・ガルシア＝ペレス Iratxe García　-　 スペイン　スペイン社会労働党

- 副代表
  - エリック・アンドリュー Éric Andrieu　-　 フランス　社会党
  - シモーナ・ボナフェ Simona Bonafè　-　 イタリア　民主党
  - ビルハナ・ボラン Biljana Borzan　-　 クロアチア　クロアチア社会民主党
  - ミリアム・ダリ Miriam Dalli　-　 マルタ　労働党
  - イスマール・エルトゥウ Ismail Ertug　-　 ドイツ　ドイツ社会民主党
  - ヘレン・フリッツン Heléne Fritzon　-　 スウェーデン　スウェーデン社会民主労働党
  - カティ・ピリ Kati Piri　-　 オランダ　労働党
  - ロヴァナ・プラム Rovana Plumb　-　 ルーマニア　社会民主党

- 会計責任者
  - エーロ・ハイナルマ Eero Heinäluoma　-　 フィンランド　フィンランド社会民主党

### 歴代会派代表
1. ギー・モレ（1953年 - 1956年） -  フランス 労働者インターナショナルフランス支部
2. ヘンドリク・ファヤット Hendrik Fayat （1956年 - 1958年） -  ベルギー 社会党(ワロン地域)
3. ピエール・ラピ（1958年 - 1959年） -  フランス 労働者インターナショナルフランス支部
4. ヴィリ・ビルケルバッハ Willi Birkelbach （1959年 - 1964年） -  西ドイツ ドイツ社会民主党
5. ケーテ・シュトローベル Käte Strobel （1964年 - 1967年） -  西ドイツ ドイツ社会民主党
6. フランシス・ヴァル Francis Vals（1967年 - 1974年） -  フランス 労働者インターナショナルフランス支部
7. ジョルジュ・スペナール Georges Spénale （1974年 - 1975年） -  フランス 社会党
8. ルートヴィヒ・フェラーマイヤー Ludwig Fellermaier（1975年 - 1979年） -  西ドイツ ドイツ社会民主党
9. エルネスト・グリン Ernest Glinne（1979年 - 1984年） -  ベルギー 社会党(ワロン地域)
10. ルディ・アルント Rudi Arndt（1984年 - 1989年） -  西ドイツ ドイツ社会民主党
11. ジャン＝ピエール・コット Jean-Pierre Cot（1989年 - 1994年） -  フランス 社会党
12. ポーリン・グリーン Pauline Green（1994年 - 1999年） -  イギリス 労働党
13. エンリケ・バロン・クレスポ（1999年 - 2004年） -  スペイン スペイン社会労働党
14. マルティン・シュルツ（2004年 - 2012年） -  ドイツ ドイツ社会民主党
15. ハンネス・スウォボダ Hannes Swoboda（2012年 - 2014年） -  オーストリア オーストリア社会民主党
16. マルティン・シュルツ （2014年 - 2014年） -  ドイツ ドイツ社会民主党
17. ジャンニ・ピッテッラ Gianni Pittella（2014年 - 2018年） -  イタリア 民主党
18. ウード・ブルマン Udo Bullmann（2018年 - 2019年） -   ドイツ ドイツ社会民主党
19. イラチェ・ガルシア＝ペレス Iratxe García（2019年 - ） -   スペイン スペイン社会労働党

## 参加政党・議員
| 国             | 国内政党                       | 議員数 |
| -------------- | ------------------------------ | ------ |
| オーストリア   | オーストリア社会民主党         | 5      |
| ベルギー       | ワロン系社会党                 | 2      |
| ベルギー       | フラマン系社会党               | 1      |
| ブルガリア     | ブルガリア社会党               | 5      |
| クロアチア     | クロアチア社会民主党           | 5      |
| キプロス       | 社会民主運動                   | 1      |
| キプロス       | 民主党                         | 1      |
| デンマーク     | 社会民主党                     | 3      |
| エストニア     | 社会民主党                     | 2      |
| フィンランド   | フィンランド社会民主党         | 2      |
| フランス       | 社会党                         | 6      |
| ドイツ         | ドイツ社会民主党               | 16     |
| ギリシャ       | 変化のための運動               | 2      |
| ハンガリー     | ハンガリー社会党               | 1      |
| ハンガリー     | 民主連合                       | 4      |
| イタリア       | 民主党                         | 16     |
| イタリア       | Azione                         | 1      |
| イタリア       | Democrazia Solidale            | 1      |
| ラトビア       | 社会民主党「調和」             | 2      |
| リトアニア     | リトアニア社会民主党           | 2      |
| ルクセンブルク | ルクセンブルク社会主義労働者党 | 1      |
| マルタ         | 労働党                         | 4      |
| オランダ       | 労働党                         | 6      |
| ポーランド     | 民主左翼連合・労働連合         | 5      |
| ポーランド     | Wiosna                         | 2      |
| ポルトガル     | 社会党                         | 9      |
| ルーマニア     | 社会民主党                     | 9      |
| ルーマニア     | PRO România                    | 2      |
| スロバキア     | 方向・社会民主主義             | 3      |
| スロベニア     | 社会民主党                     | 2      |
| スペイン       | スペイン社会労働党             | 21     |
| スウェーデン   | スウェーデン社会民主労働者党   | 5      |
| 合計           | 合計                           | 147    |

（2020年4月現在）